# لوئیس داریو کالوو
لوئیس داریو کالوو (انگلیسی: Luis Darío Calvo؛ زادهٔ ۱۰ اکتبر ۱۹۷۷) بازیکن فوتبال اهل آرژانتین است.
از باشگاه‌هایی که در آن بازی کرده‌است می‌توان به باشگاه فوتبال بانفیلد، باشگاه فوتبال ویرتوس لانچانو، باشگاه فوتبال آ. ا. ک آتن، باشگاه فوتبال بوکا جونیورز، و باشگاه فوتبال روساریو سنترال اشاره کرد.